# کشتی دو دکل
کشتی دو دکل (انگلیسی: Brig) در طول عصر دریانوردی، نوعی کشتی با بادبان چهار گوش، سریع و قابل مانور بود که هم به عنوان کشتی برای سفر دریایی و هم به عنوان کشتی جنگی مورد استفاده نیروی دریایی قرار می‌گرفت. آنها به ویژه در قرن ۱۸ و اوایل قرن ۱۹ محبوب بودند.